# Dave Shirk
Dave Shirk é um especialista em efeitos visuais estadunidense. Venceu o Oscar de melhores efeitos visuais na edição de 2014 por Gravity, ao lado de Tim Webber, Chris Lawrence e Neil Corbould.